# اقتصاد المغرب العربي
| الموارد الاقتصادية          | الجزائر | المغرب | تونس  | ليبيا  | موريتانيا |
| --------------------------- | ------- | ------ | ----- | ------ | --------- |
| القمح (مليون طن)            | 3200    | 5400   | 1.600 | 0.130  | ----      |
| البترول (مليون طن)          | 44.00   | 0.02   | 3.71  | 70.09  | ----      |
| غاز طبيعي (مليار متر مكعب)  | 152.00  | 0.04   | 1.75  | 3.10   | ----      |
| الإنتاج الإجمالي للطاقة Tep | 142.880 | 0.628  | 7.120 | 73.420 | ----      |
| الفوسفات (مليون طن)         | 5       | 21     | 8     | ----   | ----      |
| الذهب (كغ)                  | 377     | 3500   | ----  | ----   | ----      |
| الحديد (مليون طن)           | 3.645   | 6.740  | 0.182 | 1.500  | 10.400    |

مصادر :
اقتصاد المغرب العربي يتكون من خمس دول هي: المغرب، الجزائر، تونس، ليبيا، موريتانيا، حيث يتوفر المغرب على الفوسفات و الجزائر على البترول و الغاز الطبيعي، بينما تتوفر البلدان الأخرى على الحديد و الغاز الطبيعي.

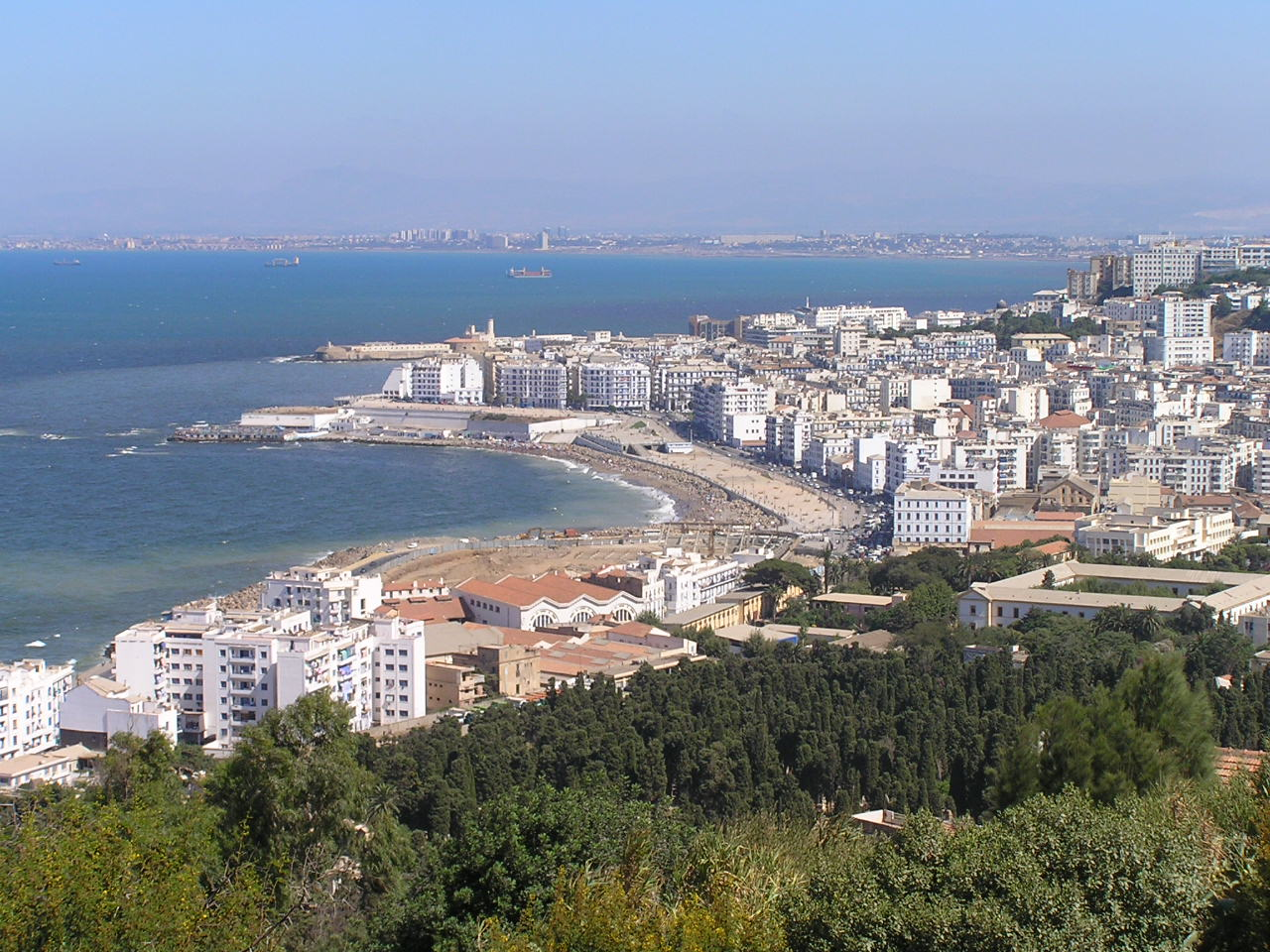
الجزائر العاصمة.

يصدر إتحاد المغرب العربي في المقام الأول النفط والغاز الطبيعي ثم الفوسفات والحديد والخام والسمك والتمور والمنسوجات والزيوت النباتية، في حين يستورد المعدات والأجهزة والكيماويات.. إلخ. وتعدّ فرنسا تقريبا الشريك التجاري الأول للاتحاد المغاربي، يأتي بعدها كل من ألمانيا وإيطاليا وإسبانيا. وتصدر دول الاتحاد ما قيمته 47.53 مليار دولار تشكل 17.8% من صادرات الوطن العربي، وتحتل الجزائر المكان الأول بنسبة 41% من صادرات دول الاتحاد. وتبلغ واردات الاتحاد ما قيمته 37.71 مليار دولار أي ما نسبته تقريبا 22% من استيرادات الوطن العربي.

## دول المغرب العربي

### موريتانيا
تمتاز موريتانيا بتنوع ثروتها المعدنية من حديد ونحاس وجبس وفوسفات وغيرها وتساهم الثروات الطبيعية الهائلة مساهمة فعالة في تكوين الرأس المال الوطني وفي تطوير البلاد ودفع عجلة النمو فيها سواء عن طريق الإسهام في حل المشاكل الاجتماعية القائمة خصوصا في مجال العمالة والتشغيل أو للاعتماد عليها كمصدر للحصول على العملات الصعبة.

### المغرب
يملك المغرب 70% من احتياطات الفوسفات العالمي. ويعتمد اقتصاد المغرب أيضا على السياحة الأجنبية، وتصدير الحمضيات والبطاطا والخضراوات والأسماك والنسيج إلى أوروبا وأميركا.

تحسين بيئة الأعمال: تسعى الدول العربية مثل المغرب إلى تسريع الإصلاحات الهيكلية لتعزيز بيئة الأعمال وجذب الاستثمارات الخاصة، مما يساهم في خلق فرص العمل وتحقيق نمو اقتصادي شامل1.

### الجزائر
تعتبر الجزائر من بين أكبر منتجي الغاز والنفط في العالم. احتلت المرتبة الثانية عشرة عالميا في إنتاج النفط لسنة 2009. والرتبة السابعة في إنتاج الغاز الطبيعي عالميا. والرتبة الأولى عالميا في تصدير الغاز الطبيعي المسال LNG. تملك احتياط يقدر بحوالي 25,000 مليار متر مكعب من الغاز الطبيعي. وتنتج الجزائر 1.45 مليون برميل يومياً من النفط، و152 مليار متر مكعب من الغاز الطبيعي سنوياً، ما يعادل 234 مليون طن من الغاز والنفط ومشتقاته سنوياً، تصدر منها 134 مليون طن سنوياً. وكان الاحتياط سابقا يبلغ لمدة 40 سنة. وحسب الدراسات الجديدة تبين أن الاحتياط يكفي لمئة عام. وأكثر إذا اكتشفت حقول جديدة مستقبلا. وأخيرا في شباط/فبراير 2010 تم اكتشاف أول اكتشاف للغاز الطبيعي في شمال البلاد في منطقة الرحوية في ولاية تيارت، الواقعة على بعد نحو 300 كيلومتر غربي العاصمة الجزائرية.
ويعتمد بشكل كبير اقتصادها على تصدير النفط والغاز والصناعات البتروكيماوية والسياحة الاجنبية التي تمثل بمجموعها 70% من صادرات البلاد، إضافة إلى الصناعات الميكانيكية مثل المحركات والحافلات والشاحنات والجرارات والآلات الفلاحية. والفلاحة التي ترتكز أساسا على زراعة الحمضيات والنخيل والحبوب والزيتون. كما للجزائر ثروات طبيعية أخرى مثل الحديد الذي ينتج من منجم الونزة ومنجم بوخضرة الذي ينتج 3.645 ملاين طن ومنطقة جبيلات في الجنوب وفيها واحد من أكبر حقول الحديد في العالم لم يستثمر. يوجد أيضًا الفحم واليورانيوم والذهب (في جبال الهقار) والزنك والرصاص والنحاس والزئبق. تنتج الجزائر أيضًا الرخام.

### تونس
يعتمد الاقتصاد التونسي على السياحة وعلى الصناعة مثل المناولة في صناعة الملابس لأبرز العلامات التجارية الأوروبية بالإضافة إلى الصناعات الميكانيكية كقطع غيار السيارات وأبرزها قطع لسيارات مرسيدس وغيرها وكذلك أجزاء من طائرات ايرباص، وتشكل الصادرات التونسية من زيت الزيتون أهم صادراتها الفلاحية حيث أن تونس المصدر الأول لزيت الزيتون في العالم سنة 2015، كما أن صادرات تونس من التمور تمثل ثاني صادرات تونس الفلاحية. ويشبه الاقتصاد التونسي في بنيته الاقتصاد المغربي بعض الشيء خاصة من حيث أهمية السياحة، إلا أن الاقتصاد التونسي يعتمد أكثر على الصناعة فيما يعتمد الاقتصاد المغربي أكثر على الفلاحة. والاقتصاد التونسي هو الأسرع نمواً والأكثر تنافسية في المغرب العربي ويصنف بانتظام من بين الاقتصادات الثلاثة الأكثر تنافسية في القارة الإفريقية والمنطقة العربية.

### ليبيا
تعدّ ليبيا من بين أكبر منتجي النفط في العالم حيث تحتل المرتبة 18 عالميا لسنة 2009. تعتمد ليبيا على النفط في اقتصادها إلى جانب الصناعات الكيميائية، وبدأت تشهد تحسنا في قطاع الاستثمار العقاري والتجاري بعد رفع الحظر عنها سنة 2000 كما أن قطاع السياحة يشهد اهتماما ونموا خاصة في المدن الأثرية ومنطقة الجبل الأخضر في الشمال الشرقي والسياحة الصحراوية والواحات الجنوبية.

## اُنظر أيضاً
- الدين في المغرب العربي.
- الإسلام في المغرب العربي.
- مطبخ مغاربي.

## وصلات خارجية
- موقع اتحاد المغرب العربي.